# James Monroe
James Monroe (28. dubna 1758 Westmoreland County, Virginie – 4. července 1831 New York) byl 5. prezident Spojených států amerických a autor Monroeovy doktríny. Funkci prezidenta zastával v letech 1817–1825. Monroeovo prezidentství bylo poznamenáno zmizením stranické politiky po válce v roce 1812. Monroe byl předním politikem své doby.

## Život
Ve věku 16 let začal studovat na College of William & Mary. V roce 1776 přerušil studium a přihlásil se do Kontinentální armády a bojoval v Americké válce za nezávislost. V hodnosti poručíka překročil dne 25. prosince 1776 společně s armádou a pod velením George Washingtona řeku Delaware a následně se účastnil bitvy u Trentonu. V bojích utrpěl zranění ramene.
V roce 1786 se oženil se Elizabeth Kortrightovou (30. června 1768 – 23. září 1830).
V roce 1816 byl zvolen americkým prezidentem; kandidoval jako republikánský kandidát. Ve volbě porazil Rufuse Kinga, kandidáta Federalistické strany. V roce 1820 byl znovuzvolen. Během jeho vlády došlo v roce 1819, prostřednictvím smlouvy Adams-Onís, k odkoupení Floridy. S obdobím jeho vlády je spojen termín Doba dobré nálady (anglicky Era of Good Feelings).
Monroe byl posledním prezidentem pocházejícím z revoluční generace a z tzv. Virginské dynastie, posledním prezidentem, který patřil mezi Otce zakladatele Spojených států amerických, a také posledním prezidentem, který se oblékal podle staré módy 18. století (napudrovaná paruka s copem, třírohý klobouk, krátké kalhoty zapnuté pod koleny).
Zemřel 4. července 1831. Tedy přesně v den 55. výročí vzniku Deklarace nezávislosti(Den nezávislosti).